# Moonstone Books
A Moonstone Books é uma editora americana de histórias em quadrinhos, romances gráficos e prosa de ficção sediada em Chicago, nos Estados Unidos. A editora é focada em histórias em quadrinhos e antologias de prosa de ficção popular, bem como contos de terror e faroeste.
A empresa começou a publicar histórias em quadrinhos de propriedade do criador em 1995 e, desde 2001, também publicou material baseado em uma série de propriedades licenciadas, incluindo Zorro, Doc Savage, The Avenger, Buckaroo Banzai, Bulldog Drummond, Kolchak: The Night Stalker, Mr. Moto, Yours Truly, Johnny Dollar, The Phantom, Honey West e vários títulos baseados no Mundo das Trevas da White Wolf.

## Participantes
O editor-chefe da Moonstone é Joe Gentile, que frequentemente escreve suas próprias histórias para os quadrinhos. Escritores, artistas e coloristas frequentes de seus livros incluem Eric M. Esquivel, Dave Ulanski, Mike Bullock, Chuck Dixon, Amin Amat, Ben Raab, Rafael Nieves, Renato Guerra, Peter David, Graham Nolan, David Gallaher, Eric Theriault, EricJ, Nancy Holder, Tom Mandrake, Vatche Mavlian, Richard Dean Starr, Doug Klauba, Paul Storrie, Mike W. Barr, Tom DeFalco, Max Allan Collins, Steve Ellis, Ron Goulart, Ken Wolak e Stefan Petrucha.

## Publicações

### O Fantasma

Capa de The Phantom #12 por Joe Prado

O título de maior sucesso da Moonstone é The Phantom, baseado na tira de jornal de super-heróis de Lee Falk. A Moonstone é a primeira editora dos EUA a produzir novas histórias do Fantasma para o formato de revista em quadrinhos desde que a Marvel Comics cancelou sua história em quadrinhos Phantom 2040 em 1995.
A Moonstone começou a publicar histórias em quadrinhos do Phantom em 2002. Apenas cinco livros, escritos por Tom DeFalco, Ben Raab e Ron Goulart, foram publicados, mas em 2003, Moonstone iniciou uma série regular de histórias em quadrinhos com o personagem, escrita por Ben Raab, Rafael Nieves e Chuck Dixon, e desenhada por nomes como Pat Quinn, Jerry DeCaire, Nick Derington, Rich Burchett e EricJ . Após 11 edições, Mike Bullock assumiu o livro, com Carlos Magno como artista regular em 2006, deixando a série para finalmente sair em um cronograma mais regular.
A Moonstone também fez e está em processo de fazer vários projetos especiais com o personagem. Em 2006, uma mudança retroativa da origem do Fantasma chamada "Legacy" foi publicada, sendo escrita por Ben Raab e desenhada por Pat Quinn, que tinha como objetivo se parecer com um dos livros da crônica do Fantasma. 2006 também marcou o ano em que a Moonstone inventou o formato de visão ampla, apresentando-o ao mundo com a história do Fantasma "Law of the Jungle". A Moonstone também anunciou uma Phantom Annual e duas coleções de prosa com contos sobre o Phantom.

### Moonstone Noir
Em janeiro de 2002, a Moonstone Books anunciou seus planos de desenvolver o drama radiofônico Yours Truly, Johnny Dollar como um livro trimestral em sua linha Noir Fiction. Esta seria a primeira graphic novel da série. Foi uma das adaptações mais fiéis e divertidas de um personagem noir clássico. Não há registro de continuação da série. A equipe criativa era composta por David Gallaher, ex-escritor/editor da Marvel.com, e Eric Theriault, o criador de Veena e Flirt.

### Moonstone Monsters
Os direitos de licenciamento para publicar adaptações da White Wolf Games @ "Classic World of Darkness" aparentemente foram vendidos para a Vault Comics.

### Kolchak the Night Stalker
A Moonstone está publicando novas histórias baseadas na série de TV Kolchak: The Night Stalker .
Várias histórias em quadrinhos com o personagem foram publicadas, assim como uma série regular e contínua de histórias em quadrinhos. Uma história em quadrinhos de "visão ampla" foi anunciada.

### Buckaroo Banzai
Desde 2006, a Moonstone publica histórias em quadrinhos com Buckaroo Banzai, o personagem principal do filme de 1984, As Aventuras de Buckaroo Banzai, que dá continuidade a enredos deixados inexplorados no filme.

### Antologias em prosa
A Moonstone publicou recentemente uma antologia em prosa indicada ao prêmio Stoker com Kolchak, que esgotou rapidamente. Devido ao sucesso da coleção Kolchak, a Moonstone lançou duas novas antologias em prosa com O Fantasma e The Spider, e anunciou outras apresentando The Avenger e uma com Doc Savage, bem como duas antologias Lone Ranger.

### Títulos

#### Histórias em quadrinhos
Os títulos dos quadrinhos Moonstone incluem:
- Airboy
- Angeltown: The Nate Hollis Investigations
- Buckaroo Banzai
- Blackest Terror
- Bulldog Drummond
- Boston Blackie
- Captain Action
- The Cisco Kid
- C.L.A.S.H.
- The Domino Lady
- Evilman
- The Hat Squad
- Honey West
- Kolchak the Night Stalker
- Moonstone Monsters
- Mr. Keen
- Mr. Nightmare's Wonderful World
- Pat Novak for Hire
- The Phantom
- Psychotic Reaction'[2]
- Rotten[3][4]
- The Silencers
- Thor: Unkillable Thunder Christ
- The WhiteWolf Gaming
- Wyatt Earp: Dodge City
- Yours Truly, Johnny Dollar